# Adolf d'Ailly
Gustaf Adolf Hack d'Ailly, född 28 oktober 1855 i Karlskrona, död 17 april 1927 i Sankt Matteus församling, Stockholm, var en svensk ämbetsman och malakolog.
d'Ailly blev student 1875, kontorsskrivare i Järnvägsstyrelsen 1887 och var 1907–1920 byråchef där. Han var 1907–1919 ledamot av Stockholms stadsfullmäktige. Från trycket utgav han Contributions à la connaissance des mollusques terrestres et d'eau douce de Kamérun (1896), skrev i redogörelsen för svenska expeditionen till bland annat Kilimanjaro 1910 Mollusca samt författade för Nordisk familjebok en mängd artiklar rörande järnvägsväsendet. Om d'Aillys stora samling av snäckor skrev Svenska Dagbladet den 26 januari 1919. Han blev riddare av Vasaorden 1907 och av Nordstjärneorden 1916.
Adolf d'Ailly var son till August och Lotten d'Ailly. Han var brorson till Hack d'Ailly och far till Sven d'Ailly.